# 6-羟基蜂蜜曲菌素
6-羟基蜂蜜曲菌素（英语：6-Hydroxymellein）是二氢异香豆素的酚衍生物。化学式：C10H10O4。可在胡萝卜中发现，也可以从土曲霉中分离得到，并且显示出抑制拟南芥花粉的生长的活性。

## 生物作用
6-羟基蜂蜜曲菌素是生物合成6-甲氧基蜂蜜曲菌素的原料。6-羟基蜂蜜曲菌素通过与S-腺苷甲硫氨酸经6-羟基蜂蜜曲菌素-O-甲基转移酶得到6-甲氧基蜂蜜曲菌素和S-腺苷-L-高半胱氨酸。